# یواس‌اس اکسل (ای‌ام-۹۴)
یواس‌اس اکسل (ای‌ام-۹۴) (به انگلیسی: USS Excel (AM-94)) یک کشتی بود که طول آن ۱۷۳ فوت ۸ اینچ (۵۲٫۹۳ متر) بود. این کشتی در سال ۱۹۴۲ ساخته شد.